# Выборы главы Республики Марий Эл (2017)
Досрочные выборы главы Республики Марий Эл состоялись в Республике Марий Эл 10 сентября 2017 года в единый день голосования.
Выборы проводились в связи с досрочной отставкой 6 апреля 2017 года Главы Республики Марий Эл Леонида Игоревича Маркелова и назначением Александра Александровича Евстифеева временно исполняющим обязанности Главы Республики Марий Эл до вступления в должность лица, избранного Главой Республики Марий Эл.
На 1 января 2017 года в Республике Марий Эл было зарегистрировано 549 879 избирателей.

## Ключевые даты
- 8 июня 2017 года Госсобрание Республики Марий Эл назначило выборы на единый день голосования — 10 сентября 2017 года[4].
- 9 июня опубликован расчёт числа подписей, необходимых для регистрации кандидата[5].
- С 10 июня по 4 июля — период выдвижения кандидатов[6].
- Агитационный период начинается со дня выдвижения кандидата и прекращается за одни сутки до дня голосования.
- С 21 по 26 июля — представление документов для регистрации кандидатов. К заявлениям должны прилагаться листы с подписями муниципальных депутатов[6].
- 9 сентября — день тишины.
- 10 сентября — день голосования.

## Выдвижение и регистрации кандидатов

### Право выдвижения
Главой республики может быть избран гражданин Российской Федерации, достигший возраста 30 лет. Одно и то же лицо не может занимать должность главы Республики Марий Эл более двух сроков подряд.
В Республике Марий Эл кандидаты выдвигаются только политическими партиями, имеющими в соответствии с федеральными законами право участвовать в выборах, или их региональными отделениями.
У кандидата не должно быть гражданства иностранного государства либо вида на жительство в какой-либо иной стране.

### Муниципальный фильтр
В Республике Марий Эл кандидаты должны собрать подписи 9 % муниципальных депутатов и глав муниципальных образований. Среди них должны быть подписи депутатов районных и городских советов и (или) глав районов и городских округов в количестве 9 % от их общего числа. Кроме того, кандидат должен получить подписи не менее чем в трёх четвертях районов и городских округов. По расчёту избиркома, каждый кандидат должен собрать от 123 до 129 подписей депутатов всех уровней и глав муниципальных образований, из которых от 31 до 33 — депутатов райсоветов и советов городских округов и глав районов и городских округов не менее чем 13 районов и городских округов республики.

## Кандидаты
22 июня 2017 года на конференции республиканского отделения КПРФ было принято решение не выдвигать своего кандидата и поддержать кандидатуру врио Главы республики А. А. Евстифеева.
| Кандидат                          | Должность (на момент выдвижения)                                                                        | Партия выдвижения     | Статус                                                             | Кандидаты в Совет Федерации                                                         |
| --------------------------------- | --- | --------------------- | ------------------------------------------------------------------ | ----------------------------------------------------------------------------------- |
| Глущенко Наталия Владимировна     | помощник депутата Госдумы Олега Николаева                                                               | Справедливая Россия   | зарегистрирован                                                    | Заболотских Андрей Владимирович Иванов Алексей Андреевич Хлыбов Андрей Евгеньевич   |
| Евстифеев Александр Александрович | врио главы Республики Марий Эл                                                                          | Единая Россия         | зарегистрирован                                                    | Егоров Валериан Александрович Казанков Сергей Иванович Косачев Константин Иосифович |
| Злобина Валентина Тимофеевна      | пенсионер                                                                                               | Партия пенсионеров    | зарегистрирован                                                    | Андреева Галина Георгиевна Герасимова Лидия Леонидовна Рогожинская Марина Сергеевна |
| Семёнов Николай Викторович        | главный инспектор Центра технического надзора филиала ПАО «Российские сети»                             | Зелёные               | отказано в регистрации (не представлены документы для регистрации) |                                                                                     |
| Смышляев Андрей Александрович     | генеральный директор ООО «Управляющая компания „Профессионал“»                                          | Гражданская платформа | отказано в регистрации (не представлены документы для регистрации) |                                                                                     |
| Фёдоров Альберт Иванович          | заместитель директора ЖЭУК «Заречная», депутат Собрания депутатов МО «Медведевское городское поселение» | ЛДПР                  | зарегистрирован                                                    | Белков Игорь Геннадьевич Болтачев Владимир Юрьевич Голосов Станислав Валерианович   |

## Социологические исследования
| Опрос                             | Явка | Евстифеев | Фёдоров | Глущенко | Злобина | Испорчу бюллетень | Не пойду на выборы | Затруднились ответить |
| --------------------------------- | ---- | --------- | ------- | -------- | ------- | ----------------- | ------------------ | --------------------- |
| ВЦИОМ, 10—20 августа 2017         | -    | 67 %      | 2 %     | 2 %      | 1 %     | 1 %               | 4 %                | 22 %                  |
| ВЦИОМ прогноз, 10—20 августа 2017 | -    | 77,1 %    | 8,9 %   | 8,1 %    | 3,2 %   | 2,7 %             | -                  | -                     |

## Итоги выборов
| Место                       | Место                       | Кандидат                    | Партия                      | Голосов | %       |
| --------------------------- | --------------------------- | --------------------------- | --------------------------- | ------- | ------- |
|                             | 1.                          | Александр Евстифеев         | Единая Россия               | 208 855 | 88,27 % |
|                             | 2.                          | Альберт Фёдоров             | ЛДПР                        | 11 982  | 5,06 %  |
|                             | 3.                          | Наталия Глущенко            | Справедливая Россия         | 8232    | 3,48 %  |
|                             | 4.                          | Валентина Злобина           | Партия пенсионеров          | 4159    | 1,76 %  |
| Действительных бюллетеней   | Действительных бюллетеней   | Действительных бюллетеней   | Действительных бюллетеней   | 233 228 | 98,57 % |
| Недействительных бюллетеней | Недействительных бюллетеней | Недействительных бюллетеней | Недействительных бюллетеней | 3372    | 1,43 %  |
| Всего                       | Всего                       | Всего                       | Всего                       | 236 600 | 100 %   |
|                             |                             |                             |                             |         |         |
| Явка                        | Явка                        | Явка                        | Явка                        | 236 600 | 43,62 % |
| Общее число избирателей     | Общее число избирателей     | Общее число избирателей     | Общее число избирателей     | 542 450 |         |

Карта явки на выборы.

21 сентября 2017 года Александр Александрович Евстифеев вступил в должность главы Республики Марий Эл и в тот же день назначил сенатором от правительства Республики Марий Эл Константина Иосифовича Косачева, который с 21 сентября 2015 года был сенатором от правительства Республики Марий Эл.